# Referèndum sobre la independència de Bougainville de 2019
El referèndum d'independència es va dur a terme a Bougainville entre el 23 de novembre i 7 de desembre de 2019, i els resultats s'anunciaran al voltant del 20 desembre. La votació és el resultat d'un acord entre el govern de Papua Nova Guinea i el govern autonòmic de Bougainville. La votació no és vinculant i el Govern de Papua Nova Guinea té l'última opinió sobre què passa de Bougainville en cas que els electors optin per la independència.

## Antecedents
Segons l'Acord de pau de Bougainville, el referèndum que inclou l'opció d'independència s'ha de celebrar a tot tardar el juny del 2020. La votació estava prevista originalment per al 15 de juny de 2019, però es va endarrerir fins al 17 d'octubre a causa de problemes de finançament. El referèndum es va retardar de nou fins al 23 de novembre a petició de la Comissió del Referèndum de Bougainville per assegurar la credibilitat del cens del referèndum i que més gent pugui votar, ja que la principal part del finançament acordat no havia estat lliurat pel govern nacional. Els dos governs afirmar dir que aquest retard seria l'últim. L' analista de l' Australian Policy Strategic Institute, Karl Claxton, va dir que Bougainville votarà per independitzar-se. L'octubre de 2018, l'ex- Taoiseach d'Irlanda Bertie Ahern va ser designat per presidir la Comissió del Referèndum de Bougainville, que és l'encarregada de preparar el referèndum.

## Pregunta
La pregunta que es plantejarà als electors és:
| « | Estàs d'acord que Bougainville tingui: (1) Una major autonomia (2) Independència? | » |

## Resultats
| Elecció                            | Elecció                            | Vots    | %   |
| ---------------------------------- | ---------------------------------- | ------- | --- |
|                                    | Major autonomia                    |         |     |
|                                    | Independència                      |         |     |
|                                    |                                    |         |     |
| Vots vàlids                        |                                    |         |     |
| Votacions informals                |                                    |         |     |
| Total                              | Total                              |         | 100 |
| Electors registrats / participació | Electors registrats / participació | 202.028 |     |

## Web oficial
- Comissió de Referèndum de Bougainville